# Barabànove
Barabànove (en (ucraïnès): Барабанове) és un poble de la República Autònoma de Crimea a Ucraïna, que el 2014 tenia 97 habitants. Pertany al districte de Bilogorsk.